# يوليوس ويلبراند
كان جوليوس برنارد فريدريش أدولف ويلبراند كيميائي ألماني. وُلِد في غيسن، إلى واكتشف التي إن تي في عام 1863، لكن لم يستخدمه كمادة كتفجرة. حصل ويلبراند على ثلاثي نيتروتولوين أو تي إن تي عن طريق نترات التولوين.